# Sidilarsen
Sidilarsen est un groupe de metal français, originaire de Toulouse, en Haute-Garonne. Formé en 1997, le groupe compte un total de huit albums studio, Biotop (2003), Eau (2005), Une nuit pour sept jours (2008), Machine rouge (2011), Chatterbox (2014), Dancefloor Bastards (2016), On va tous Crever (2019), et Que la Lumière Soit (2024) dans un style qui mêle metal et musique électronique.

## Biographie

### Débuts (1997–2004)
Le groupe est formé en 1997 en Ariège par Benjamin Bury, David et Samuel Cancel, Sébastien Eychenne et Julien Soula. Il donne son premier concert à Foix à l'occasion de la fête de la musique. Le nom du groupe tire son origine de la commune de Sidi Lahcene où est né le père de Benjamin Bury, nom qui attire le groupe par sa sonorité, sa chaleur et le « côté métissage » qu'il évoque. Sidilarsen édite l'année suivante une première démo, Énergie nourricière. Il publie ensuite deux EP, Verticalité (1999) et Émotion numérique (2000) qui sont écoulés au fil des concerts que donne la formation. En 2000, le groupe crée le collectif toulousain Antistatic avec les formations Psykup et Delicatessen. Ce collectif organise des concerts et trouve des dates pour des artistes émergents dans toute la région Midi-Pyrénées, et son siège sert de local de répétition.
Pendant deux ans, Sidilarsen cherche à se faire connaître en donnant de nombreux concerts avant d'autoproduire son premier album, Biotop, qui sort le 25 mars 2003 sous le label M10. L'album, dans un style qualifié de « dance metal », obtient de bonnes critiques, le webzine metalorgie évoquant par exemple « un album bien ficelé » au « style plus qu'abouti », même si « l'aspect dance-floor peut apparaître comme troublant au premier abord », sur lequel les « riffs tranchants succèdent aux ambiances électro toujours avec une émotion vibrante malgré l’omniprésence des machines ». Le 8 août, Sidilarsen se produit sur scène à l'occasion du rassemblement altermondialiste du Larzac. Pendant un an et demi, le groupe donne beaucoup de concerts, bien que « de façon assez espacée », dans lesquels il recourt à des projections sur un écran géant afin d'illustrer ses chansons.

### DeEauàChatterbox(2005–2014)

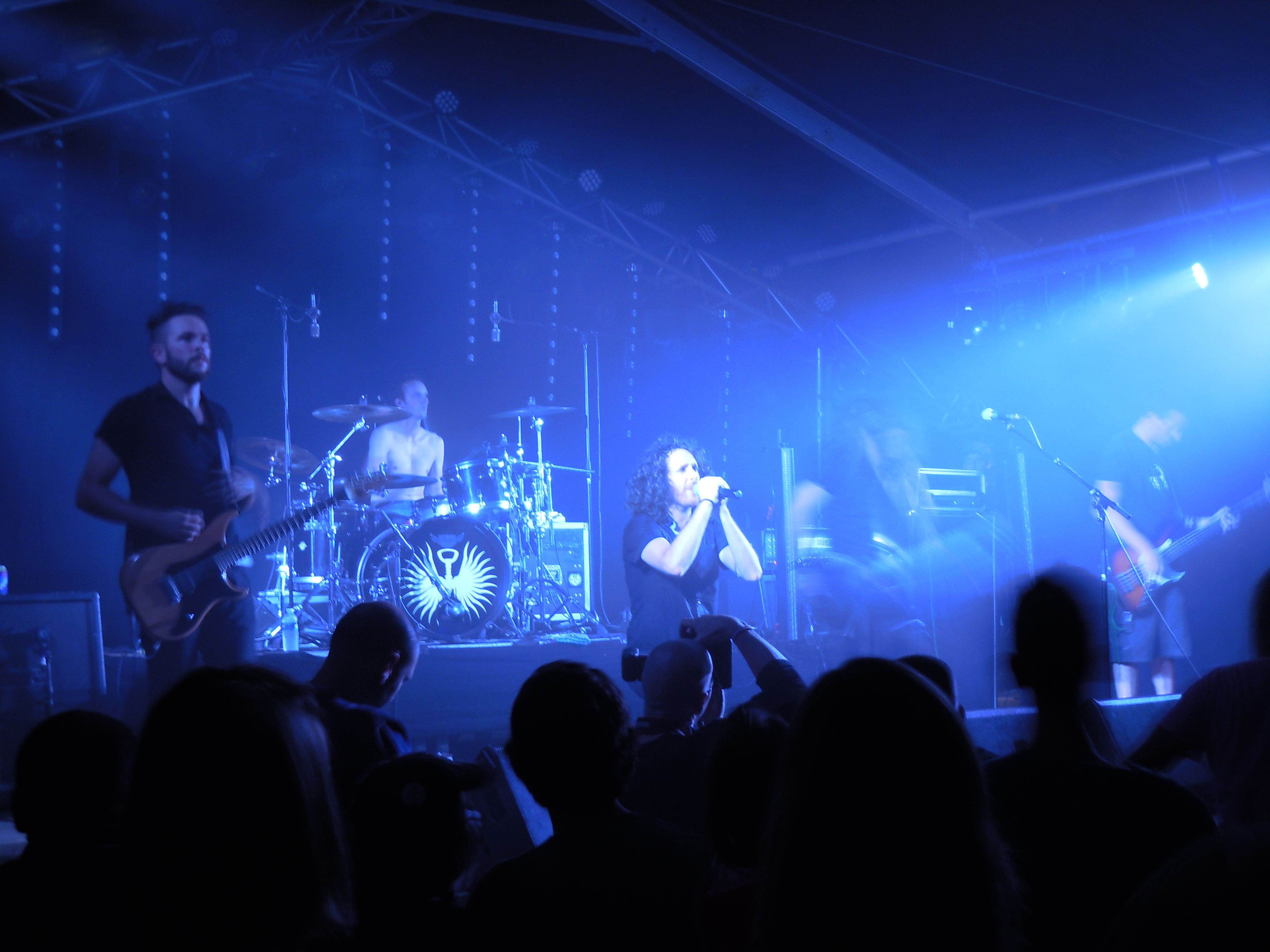
Sidilarsen au Donkey Rock Festival en 2011.

La formation enregistre son deuxième album près de Bordeaux avec Fred Norguet, qui a déjà produit Biotop. Le groupe le qualifie de « plus rock et plus mélodique » que son premier album. L'album Eau sort le 21 mars 2005 sous le label Pias. Il reste une semaine dans le classement de ventes d'albums en France en atteignant la 195e place. Le guitariste Sébastien Eychenne quitte la formation cette même année et est remplacé par Benjamin Lartigue. Deux clips vidéo sont réalisés pour les titres La Morale de la fable et À qui je nuis me pardonne. Le 29 mai 2006, c'est au tour du double album Réactivation numérique de sortir dans les bacs en édition digipack. Il se compose d'un disque de remixes des titres de l'album Eau par des groupes des scènes metal, punk et electro dont No One Is Innocent, Mass Hysteria, Sybreed, Burning Heads et Punish Yourself, et d'un disque comprenant les rééditions de Biotop et Émotion numérique.
Le troisième album du groupe, Une nuit pour sept jours, sort le 13 octobre 2008 sous le label New Track Music. Il intègre pendant une semaine le classement de ventes du SNEP en s'y classant à la 140e place. D'après la chronique de Music Story, cet album se caractérise par un son plus rock et « moins radical », des rythmes électroniques « plus en retrait » et des textes « percutants » mais « à la démagogie facile ».
Le groupe publie son quatrième album, Machine rouge, le 10 octobre 2011 et le décrit comme un « retour aux sources » vers quelque chose « de plus simple et de plus accessible ». Le webzine spirit of metal évoque un « album extrêmement travaillé » et « doté d'une très belle sensibilité » où le groupe essaye « diverses combinaisons et instrumentalisations, divers styles également ». L'album entre dans le classement des meilleures ventes d'albums à la 156e place. Un clip est réalisé pour le titre Back to Basics. L'année suivante, les albums Eau et Biotop sont réédités. 
Le 27 juin 2013, le groupe annonce le début de l'enregistrement de son cinquième album. Celui-ci, intitulé Chatterbox, sort dans les bacs le 27 janvier 2014. L'album entre dans le classement des meilleures ventes d'albums à la 191e place.

### Dancefloor Bastards(2015)
En 2016, le groupe publie son nouvel album, Dancefloor Bastards, et effectue une tournée en son soutien.
Le 28 février 2022, Samuel Cancel, batteur depuis 1997, annonce quitter Sidilarsen sur la page Facebook du groupe

### Que la lumière soit(2024)
L'aube d'une nouvelle ère a sonné[non neutre] pour Sidlarsen avec le nouveau batteur, Marvyn Palmeri, en remplacement de Samuel , et les enfants arrivant dans la vie des membres, cet album souhaite le bonheur pour les prochaines générations. En 2024, le groupe publie son nouvel album, Que la lumière soit.

## Style musical
Le groupe a une inspiration musicale variée, avec d'un côté des influences rock et metal industriel comme Nine Inch Nails et Rammstein, et d'un autre côté des influences techno et electro comme The Prodigy, Ez3kiel ou Micropoint. Le groupe décrit sa musique comme du « rock-électro metal » et apprécie particulièrement se produire en concert et partir en tournée. Les textes, sombres et humanistes, sont écrits par Benjamin « Viber » Bury et David « Didou » Cancel. Ils sont inspirés par ceux de Léo Ferré, Jacques Brel, Georges Brassens et Noir Désir et dénoncent, en les caricaturant, les travers et les excès de la société de consommation et de la culture de masse.

## Membres

### Membres actuels
- David « Didou » Cancel — chant (depuis 1997), machines (1997-2001)
- Benjamin « Viber » Bury — guitare, chant (depuis 1997)
- Benjamin « Benben » Lartigue — guitare (depuis 2005)
- Sylvain Sarrobert — basse (depuis 2018)
- Marvyn Palmeri — batterie (depuis 2022)

### Membre de tournées
- Etienne Gicquel — batterie (2022)

### Ancien membre
- Samuel « Turbo » Cancel — batterie (1997-2022), machines (1997-2001, 2008-2022)
- Julien « Fryzzzer » Soula — basse (1997-2018), machines (2001-2018)
- Sébastien « Sabash » Eychenne — guitare (1997-2005)